# Chongzhen
Chongzhen (崇禎, pinyin : Chóngzhēn ; 6 février 1611 à Pékin - 25 avril 1644), de son nom personnel Zhu Youjian (朱由檢), est le seizième et dernier empereur de la dynastie Ming (1627-1644). Cinquième fils de l'empereur Taichang, il succède son frère aîné Tianqi à l'âge de 16 ans.

## Règne
Il s'implique dans les affaires de l'État et tente de redresser la situation catastrophique laissée par ses prédécesseurs. Il fait exécuter l'eunuque Wei Zhongxian et la nourrice Madame Ke, les mauvais génies de Tianqi.
Il rappelle les fonctionnaires intègres, tels que Xu Guangqi, et nomme amiral en chef de la marine impériale Zheng Zhilong (le père de Koxinga). Cependant, son caractère suspicieux l'amène à commettre des erreurs fatales telles que l'exécution en 1630 du général Yuan Chonghuan, pourtant victorieux dans la lutte contre les incursions des Mandchous.
Les attaques des Mandchous et les soulèvements populaires s'enchaînent, ces derniers trouvant un chef en la personne de l'ancien berger Li Zicheng. Celui-ci entre dans Pékin en avril 1644.

## Sa fin
Le 25 avril 1644, à 5 heures du matin, l'empereur se dirige avec l'eunuque Wang Zheng En sur la colline de Charbon. Là, il entre dans le Magasin impérial des chapeaux et des ceintures et écrit la note suivante dans le dos de son manteau :

« Faible et de petite vertu, j'ai offensé le Ciel. Les rebelles se sont emparés de ma capitale grâce à la trahison de mes ministres. Honteux de me présenter devant mes ancêtres, je meurs. J'ôte mon bonnet impérial, mes cheveux épars tombent sur mon visage : que les rebelles démembrent mon corps. Mais qu'ils ne fassent point de mal à mon peuple ! »

À la suite de quoi, il se pend avec son eunuque.

## La fin d'une dynastie
Li Zicheng se proclame empereur avant d'être renversé et tué en 1645 par les Mandchous, qui fondent la dernière dynastie impériale de Chine, les Qing.